# Herbert von Bose
Carl Fedor Eduard Herbert von Bose (ur. 16 marca 1893 w Strasburgu, zm. 30 czerwca 1934 w Berlinie) – niemiecki urzędnik, szef wydziału prasowego w kancelarii wicekanclerza Rzeszy Franza von Papena. 
Współpracował z Edgarem Jungiem nad planami wzmocnienia opozycji antyhitlerowskiej w Reichstagu. 
Zamordowany podczas nocy długich noży – czystki przeprowadzonej na rozkaz Adolfa Hitlera przez SS, skierowanej z jednej strony przeciwko kierownictwu SA (na czele z Ernstem Röhmem), z drugiej przeciw oponentom Hitlera w kręgach chadeckich, narodowo-konserwatywnych i potencjalnym przywódcom opozycji.